# Birutė Schaich
Birutė Schaich (* 31. Oktober 1980 in Kaunas, geborene Birutė Grušauskaitė, zwischenzeitig Birutė Stellbrink) ist eine litauische Handballspielerin.

## Karriere
Die 1,82 m große Rückraumspielerin begann im Alter von 10 Jahren Handball zu spielen. Seit 2001 spielt sie in Deutschland, zunächst sechs Jahre bei der HSG Stemmer-Friedewalde, mit der sie den Aufstieg in die 2. Bundesliga erreichte. In der Saison 2007/08 stand sie beim Bundesligaaufsteiger TV Beyeröhde unter Vertrag. Nach dem Abstieg der Wuppertaler schloss sie sich zur Saison 2008/09 dem unterfränkischen Bundesligisten Rhein-Main Bienen an. Sie wechselte aber schon nach einer Spielzeit aufgrund der Insolvenz der Bienen zu Frisch Auf Göppingen. Im Sommer 2010 wollte Schaich zur HSG Bad Wildungen wechseln. Im Mai 2010 bat sie jedoch um eine Vertragsverlängerung in Göppingen – der zugestimmt wurde. Im Sommer 2014 schloss sich Schaich dem TV Holzheim an, wo sie als Spielerin und Co-Trainerin tätig war. Zuletzt lief sie noch für den Landesligisten FSG Donzdorf/Geislingen auf.

## Trainerin
Ab dem Sommer 2015 trainierte sie die SG Kuchen-Gingen. Nach Abstieg und Vereinsauflösung ging Stellbrink zurück nach Göppingen und war für die weibliche A-Jugend verantwortlich.
Nunmehr unter dem Namen Birute Schaich trainierte sie 2018 den Württembergligisten SV Leonberg/Eltingen. Seit 2021 hat sie den Posten der Teammanagerin bei ihrem alten Verein Frisch Auf Göppingen inne.

## Familie
Schaich war mit dem deutschen Handballtorwart Torsten Stellbrink verheiratet und trug solange seinen Nachnamen. Mittlerweile ist sie erneut verheiratet und Mutter. 

## Ausbildung
Nach dem Abitur 1999 am Gymnasium in Garliava absolvierte sie 2003 das Bachelorstudium Sportwissenschaft an der Litauischen Sportuniversität in Kaunas. 
Sie ist Dozentin für Deutsch als Fremdsprache und hat eine Ausbildung als Kauffrau für Gesundheitswesen.